# تویوتا ایست
تویوتا ایست (Toyota ist) خودرویی است که از سال ۲۰۰۲–کنون در ژاپن تولید شده‌است. است.